# Eugene McCown
Pour les articles homonymes, voir McCown.
Eugene McCown ou MacCown, né le 27 juillet 1898 à El Dorado Springs (Missouri) et mort le 23 avril 1966 à New York, est un peintre, pianiste et auteur américain.

## Biographie
William Eugene McCown est le fils de William Henry McCown (1870-1961) et d'Inez Boyer (1877-1909). Après avoir été l'élève de la Central High School de Kansas City, il effectue durant trois années, de 1917 à 1919, des études de journalisme à l'Université du Missouri à Columbia (il y anime un club de mandoline) et connaît une courte expérience professionnelle au journal The Kansas City Star. En 1919 il s'installe à New York pour y apprendre le dessin et la peinture. Il est inscrit à l'Art Students League auprès d'Andrew Dasburg et Eugene Speicher puis à la Modern Art School de New York.  

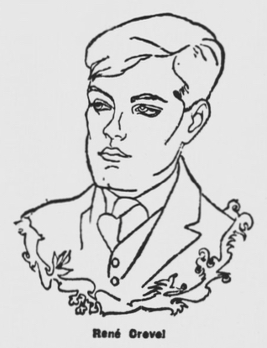
Portrait de René Crevel par E. McCown, dans Les Nouvelles littéraires, artistiques et scientifiques, 18 décembre 1926

Après un séjour au Venezuela où, à Caracas, il exécute des fresques murales dans le manoir du président Victorino Márquez Bustillos (es), Eugene McCown traverse l'Atlantique en 1921 et s'installe à Paris, où il fréquente la bohême artistique et littéraire des Années Folles et en particulier Nancy Cunard, dont il réalise un premier portrait en 1923, Jean Cocteau, qui le prend sous son aile, ou encore l'écrivain surréaliste René Crevel dont il fait la connaissance durant l'hiver 1923-1924, et dont il devient l'amant ; François Buot restituera avec précision cette histoire  après que Crevel l'eut transposée dans son roman à clef La mort difficile dont le personnage d'Arthur Bruggle n'est autre qu'Eugene McCown. Emmanuel Pierrat remarque que de même McCown fascine profondément Bernard Faÿ et son jeune frère Emmanuel : « Mc Cown est l'incarnation exemplaire de ces anges américains qui fascinent tant Bernard Faÿ et, visiblement, son jeune frère. Ses dons amoureux, non moins que sa cruelle frivolité, paraissent fusionner en un magnétisme dont ils auront été les bénéficiaires autant que les martyrs ».
Musicien, il participe à l'introduction du jazz à Paris comme pianiste au cabaret Le Bœuf sur le toit : Yannick Seité évoque, à partir d'un témoignage de Virgil Thomson qui partagea l'appartement de McCown à Paris (c'est par McCown que Thomson fait alors la connaissance de Jean Cocteau, Francis Poulenc et Erik Satie), un McCown y jouant du jazz au piano de 22 heures à 2 heures du matin, « jouant remarquablement bien et faisant toutes les conversations de Paris dont il est la coqueluche. Il peint les après-midi et a récemment été atteint de subite réussite financière ».  
Figure du quartier du Montparnasse et de ses cafés tels que la Coupole, le Dôme ou le Select, il s'installe dans un atelier de la rue Campagne Première et devient un peintre à succès de l'École de Paris. De cette époque, à l'instar de René Crevel et de Nancy Cunard, les traits d'Eugene McCown nous restent connus par la photo-portrait qu'en fit Man Ray.  
Ses tableaux de style moderniste ont été exposés dans les galeries les plus importantes de Paris (des expositions à Bruxelles, Londres et Berlin, antérieures à 1930, sont également évoquées) et certains sont encore présents dans les collections américaines. Eugene McCown effectue un voyage aux États-Unis en avril 1930 à l'occasion de l'exposition qui lui est consacrée à la galerie Mary Sterner, étendant son séjour new-yorkais jusqu'au Missouri pour des retrouvailles familiales avant d'être de retour à Paris au mois de mai suivant. Il quitte Paris pour Londres en 1933 pour revenir à New York en 1934. 
Après la seconde guerre mondiale, où sa connaissance de la langue française fait qu'on le retrouve à Londres en tant que traducteur missionné par l'Army Intelligence, sa trace aux États-Unis tend à se dissoudre, hormis sa publication du roman semi-autobiographique The Siege of Innocence en 1950, des traductions de livres de Georges Simenon puis son interview par les journalistes Robert Byington et Glen Morgan dans un ouvrage consacré à Mary Butts en 1964 où il ne dissimule pas son combat contre un cancer des testicules, maladie qui l'emporte à Manhattan en avril 1966.

## Œuvre

### Peinture

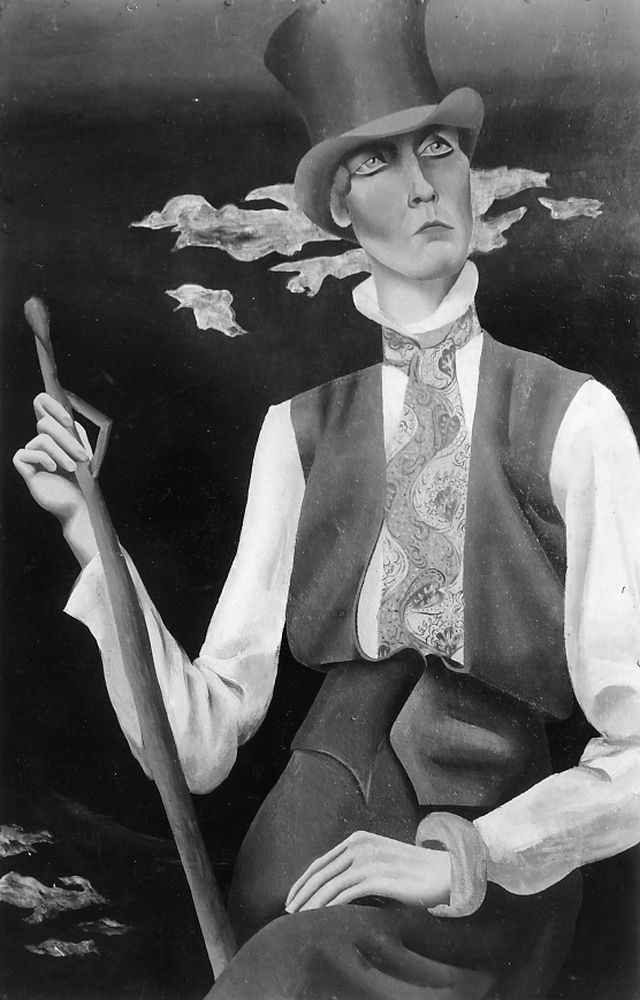
Portrait de Nancy Cunard réalisé par Eugene McCown à Paris, en 1923.

- Portrait de Nancy Cunard réalisé par Eugene McCown à Paris, en 1923.Portrait de Nancy Cunard, toile, collection Nancy Cunard, 1923[8].

### Contributions bibliophiliques
- René Crevel, Détours, portrait de René Crevel en frontispice dessiné par Eugene McCown et gravé sur bois par Georges Aubert, Paris, Nouvelle revue française, 1924, 104 p.
- Nancy Cunard, Parallax, illustrations d'Eugene McCown, Londres, Hogarth Press, 1925.

### Littérature
- The Siege of Innocence: A Romantic Comedy of Paris and Venice in the Twenties, New York,  Doubleday, 1950[16],[17].
- Inquest on Bouvet, Harmondsworth, Penguin Books, 1962, 151 p. (collection Penguin crime, n° 1679) ; traduction du roman de Georges Simenon, L'Enterrement de Monsieur Bouvet, 1950.

## Expositions personnelles
- Galerie de L'Effort moderne de  Léonce Rosenberg, Paris, 1925[11].
- Mary Sterner Galleries, New York, 1930[18].

## Expositions collectives
- 46 peintres et sculpteurs de moins de 35 ans, Museum of Modern Art, New York, 11-27 avril 1930[19].
- Federal Art Project Gallery, New York, 1937.
- Whitney Museum of American Art, New York, 1938.